# Nu låt oss fröjdas med varann
Nu låt oss fröjdas med varann är en psalm i fem verser med ursprung i den fornkyrkliga latinska hymnen Aurora lucis rutilat, som översattes till svenska av Laurentius Petri Nericius till en psalm med titelrad "Sig fröjde nu var kristen man". Psalmen bearbetades av Johan Olof Wallin 1819 och Göran Bexell 1983.
Psalmen inleds 1695 med orden:
Sigh frögde nu hwar Christen man
At JEsus Christus seger wann
Enligt 1697 års koralbok används samma melodi till psalmen Upstånden är wår Herre Christ, alles wår (nr 167), Upstånden är wår Herre Christ, för hela (nr 168) och Uppfaren är vår Herre Krist (nr 176). Kompositionen finns nedtecknad i Newes vollkömmliches Gesangbuch Augspurgischer Confession av Johann Crüger och trycktes 1640 i Berlin
Melodin är enligt uppgifter i senare psalmböcker angiven som en tonsättning av Johann Crüger från 1640 och samma som används till flera andra psalmer: När vintermörkret kring oss står (1986 nr 421), Du som oss frälst ur syndens band (1986 nr 474), Nu kommen är vår påskafröjd (1986 nr 465).
|  |
|  |

## Publicerad som
- Then Swenska Psalmboken 1594
- Nr 166 i 1695 års psalmbok med titelrad "Sig fröjde nu var kristen man", under rubriken "Påska Psalmer - Om Christi Upståndelse".
- Nr 107 i 1819 års psalmbok med titelrad "Sig fröjde nu var kristen man", under rubriken "Jesu kärleksfulla uppenbarelse i mänskligheten: Jesu uppståndelse (påskpsalmer)".
- Nr 212 i Sionstoner 1935 med titelrad "Sig fröjde nu var kristen man", under rubriken "Passionstiden".
- Nr 107 i 1937 års psalmbok med titelrad "Sig fröjde nu var kristen man", under rubriken "Påsk".
- Nr 466 i Den svenska psalmboken 1986 under rubriken "Påsk".
- Nr 94 i Finlandssvenska psalmboken 1986 under rubriken "Påsk".
- Nr 188 i Lova Herren 1987 med nya titelraden under rubriken "Påsk".